# Kenny Phillips
Kenneth Phillips (* 24. November 1986 in Miami, Florida) ist ein ehemaliger US-amerikanischer American-Football-Spieler auf der Position des Safetys. Mit den New York Giants konnte er den Super Bowl XLVI gewinnen.

## College
Phillips spielte von 2005 bis 2007 für die Hurricanes, die Mannschaft der University of Miami, und wurde auch wiederholt in All-American-Auswahlmannschaften aufgenommen.

## NFL

### New York Giants
Beim NFL Draft 2008 wurde er in der 1. Runde von den New York Giants ausgewählt und in seiner Rookie-Saison gleich regelmäßig als Free Safety und bei den Special Teams eingesetzt.
Seine zweite Saison war schon nach zwei Spielen zu Ende, da er wegen schwerer Probleme mit dem linken Knie für den Rest der Spielzeit auf die Injured Reserve List
gesetzt wurde und kurzzeitig sogar ein frühes verletzungsbedingtes Karriereende im Raum stand.
Er kehrte aber nach einer Operation im folgenden Jahr zurück und absolvierte die Saisons 2010 und 2011 jeweils als Starter, wobei er mit den Giants 2011 sogar den Super Bowl gewinnen konnte.
2012 bestritt er noch sieben Spiele für die Giants, bevor er erneut durch Knieprobleme außer Gefecht gesetzt wurde. 

### Philadelphia Eagles
Am 13. März 2013 unterschrieb Phillips einen Vertrag mit den Philadelphia Eagles, der allerdings bereits am 25. August – also noch in der Preseason – wieder aufgelöst wurde. Schon seit Ende Mai laborierte er neuerlich an einer Knieentzündung.

### New Orleans Saints
Nach der enttäuschenden Saison 2014, in der nicht zuletzt aufgrund der mäßigen Leistung der Secondary die Play-offs nicht erreicht werden konnten, nahmen die New Orleans Saints Phillips am 31. Dezember 2014 unter Vertrag. Er machte die ganze Vorbereitung mit, wurde aber knapp vor Saisonstart wieder entlassen. Nachdem sich Rafael Bush im ersten Spiel eine schwere Verletzung zuzog und für den Rest der Saison ausfiel, wurde Philips doch wieder ins Team aufgenommen.
Am 6. Oktober wurde Phillips neuerlich entlassen.
Am 6. Juli 2016 gab er aus Gesundheitsgründen seinen Rücktritt vom aktiven Sport bekannt.